# Himantura krempfi
Himantura krempfi is een vissensoort uit de familie van de pijlstaartroggen (Dasyatidae). De wetenschappelijke naam van de soort is voor het eerst geldig gepubliceerd in 1923 door Paul Chabanaud.